# Análisis de sistemas de distribución
El Análisis Hidráulico de Sistemas de Distribución (Conocido también como Modelación Hidráulica de Redes), es en esencia la implementación de un método numérico asociado a redes malladas para la resolución de un sistema de ecuaciones de Carga (o de Alturas Piezométricas) y de Caudal.
Los sistemas de distribución (también conocidos como Acueductos) son sistemas mallados o redes cerradas diseñadas de una manera redundante donde el agua para abastecer un usuario puede seguir diversos caminos para abastecer un usuario cualquiera o un área cualquiera del sistema puede ser servida por más de una tubería simultáneamente. Lo anterior con el objeto de brindar a los usuarios una mayor confiabilidad del servicio y que la rotura y posterior reparación de un tramo del sistema no implique necesariamente la suspensión del servicio.
Esta configuración genera un sistema indeterminado de ecuaciones, donde generalmente los datos conocidos son los diámetros y rugosidades de las tuberías que conforman el sistema, los valores estimados o proyectados de caudal demandado por el sistema y al menos el valor de una frontera de carga conocida (por ejemplo el nivel del agua en un Embalse). El resultado final del proceso matemático iterativo (hasta alcanzar para el conjunto de ecuaciones una convergencia numérica mínima predefinida por el modelador), es la obtención de los caudales que circulan por las tuberías y las diferentes presiones en los nodos del sistema.

## Generalidades de la Formulación
La formulación matemática del análisis de sistemas de distribución se basa en esencia en dos principios básicos (y muy antiguos) que se deben cumplir independientemente de la configuración y elementos que componen el sistema o Red Hidráulica, estos son:
- Ecuación de Conservación de Masa en Nodos
- Ecuación de Conservación de Energía aplicadas a un flujo incompresible a través de un sistema a Presión (Principio de Bernoulli)

En la práctica, la representación y análisis hidráulico de los sistemas o redes de distribución se realiza a través de un Modelo Computacional o Modelo Hidráulico que permita la solución matemática de las incógnitas del sistema de ecuaciones. Este modelo no solamente está representado por tuberías sino también por Tanques de Almacenamiento, Embalses (Reservorios), Válvulas de Regulación, Bombas, Medidores, Accesorios, entre otros elementos.
Las variables del modelo (algunas conocidas) son entonces: 
- Los Caudales "q" internos que circulan por las líneas
- Los Caudales "QD" externos demandados por los nodos
- La altura piezométrica "H" y/o Presión "P" en los nodos del sistema
- Lss pérdidas de carga "h" en cada línea relativas a fricción o pérdidas localizadas.

El conjunto de ecuaciones conformado por ecuaciones de carga o altura y de caudal (generalmente asociadas a circuitos internos), queda representado por un sistema de expresiones matemáticas no lineal e indeterminado que precisa la adopción de metodologías matemáticas de naturaleza iterativa que permitan finalmente determinar las distintas incógnitas del sistema.

## Métodos de Análisis
Si bien los principios o formulación del conjunto de ecuaciones básicas, son compartidos por todos los métodos de análisis, las diferentes aproximaciones numéricas que buscan determinación de la incógnitas en el Análisis de Redes de Distribución se pueden agrupar en dos grandes familias:
- Metodologías basadas en técnicas iterativas de Gauss-Seidel y Jacobi (resolución del problema efectuando en cada iteración una resolución secuencial de cada una de las ecuaciones). Ejemplo: Métodos de Cross y sus derivados.
- Metodologías de Equilibrio Simultáneo de las Variables (resolución basada en técnicas de linealización de las ecuaciones). Ejemplo: Métodos del Nodo y Circuito Simultáneos.

En resumen, los métodos de análisis de redes de distribución más significativos que abarcan un extenso periodo de desarrollo son los siguientes:
1. Método(s) de Hardy Cross
2. Método del Nodo Simultáneo (Conocido también como el método clásico de Newton Raphson)
3. Método del Circuito Simultáneo
4. Método de la Teoría Lineal
5. Método del Gradiente Hidráulico (Conocido también como Método de la Red Simultánea)

## Software de Modelación Hidráulica de Redes de Distribución
Existen diversos programas computacionales para el análisis de redes de distribución. La gran mayoría de ellos cuentan con el Método de Gradiente Hidráulico como base de su algoritmo de cálculo. Dentro de estos programas (algunos de código abierto) y algunos comerciales se pueden destacar:
- Epanet
- WaterCAD
- WaterGEMS
- H2OMap